# The Perceptionists
The Perceptionists sono un gruppo Hip hop statunitense.